# Gladki bor
Gladki bor
ali zeleni bor, ponekod tudi Weymouthov bor, (znanstveno ime Pinus strobus) je vrsta rodu Pinus, ki spada v družino borovk (Pinaceae). Vrsta je bila označena kot najmanj ogrožena vrsta. V Sloveniji se bor pojavlja kot priseljeno parkovno drevo ali se goji kot vir lesa.

## Značilnosti

### Izgled
Gladki bor je do 25 metrov visok iglavec, ki izjemoma doseže tudi do 80 metrov. Med letoma 15 in 45 gladki bor letno zraste približno 1 meter. Kot večina drugih iglavcev je tudi gladki bor vednozeleno drevo, ki ohrani svoje igličaste liste tudi pozimi. Krošnja odraslih dreves je razmeroma redka, na več delih debla vodoravno glede na tla izraščajo veje. Pri mladih osebkih je krošnja gostejša in ima stožčasto obliko. Lubje je sivkasto rjave barve, za deblo je značilno tudi precej smole. Značilnost mladih poganjkov gladkega bora je rdečkastorjava odlakanost.

### Iglice
Weymouthov bor spada v skupino petigličnih borov (kamor sodita tudi himalajski bor, Pinus wallichiana, in cemprin, Pinus cembra), za katere je značilno, da na kratkih poganjkih skupaj izrašča pet igličastih listov. Mehke in upogljive iglice so precej dolge, dosegajo tudi do 15 centimetrov. Iglice so sinjezelene barve, pri čemer je njihova spodnja stran nekoliko svetlejše bele barve.

### Cvetovi
Rumenkasti in podolgovati moški cvetovi, ki merijo približno 1 centimeter, se v večjem številu pojavljajo na bazalnem delu mladih poganjkov. Ženski cvetovi so zelenkasti in postavljeni na gornje predele borovih dolgih poganjkov. Ob zrelosti so valjasti ženski storži rjave barve, dosežejo pa tudi do 20 centimetrov. Na vejah so nameščeni viseče. Borova semena so krilata, za njihovo razširjanje skrbi veter.

## Razširjenost
Gladki bor ima na Rdečem seznamu IUCN, kjer je naveden kot zeleni bor, status globalno najmanj ogrožene vrste. Je domorodna (avtohtona) vrsta vzhodne Severne Amerike. Naseljen se pojavlja tudi v Evropi (in Sloveniji), kjer ga velikokrat sadijo v parkih. V domovini (Severni Ameriki) so nekateri gladki bori še posebej cenjeni zaradi svoje starosti, saj živijo tudi 200 let. Tako imenovani Longfellow Pine velja za najvišje poznano drevo v severovzhodnih Združenih državah.

## Galerija
- Skupaj s cemprinom gladki bor spada med bolje poznane petiglične bore.
- Krošnja odraslih dreves je na pogled redka.
- Gladki bor izvira iz vzhodnih predelov Severne Amerike.
- Za drevo so značilni storži, ki dosežejo tudi do 20 centimetrov.
- Borove iglice so dolge (tudi do 15 centimetrov) in mehke.
- Moški storžki so majhni (do 1 centimeter) in podolgasti ter rumenkasti.
- Pinus strobus